# トロント・メープルリーフス
トロント・メープルリーフス（英: Toronto Maple Leafs）は、カナダ・オンタリオ州トロントを本拠としているナショナルホッケーリーグ（NHL）所属のプロアイスホッケーチームである。

## 歴史

### 1917年〜1925年
NHLは、1917年にリビングストン（Edward J. Livingston）を排斥する形で発足する。NHA （National Hockey Association）のフランチャイズ制度の先駆者であるトロント・ブルーシャツのオーナー、リビングストンは自身とチームに不当に有利な状況を作り出したと弾劾された。トロント市には新たにNHLチームのアリーナズ（アリーナ・ガーデンズが運営）が発足したが、リビングストンは新チームへの支配下選手の貸し出しに固執した。新チームは初年度にスタンレー･カップ優勝を果した。
1919年、チームは進展性を失いつつあった最中に、チーム名をセントパトリックスへと変更、1922年のスタンレー･カップで再び優勝する。このとき、第2試合で延長戦に得点し、第5試合を決める4ゴールを上げたベイブ・ダイ（Babe Dye）はチームのヒーローとなった。翌1923年は、ダイの22試合26ゴールの活躍にも拘らず、惜しくもプレーオフ進出を逃した。

### 1926年〜1950年
チームの最も有名な象徴となるコーン・スマイス（Conn Smythe）がセントパトリックスを買収、チーム名をメープルリーフスと改める。5年間の低迷期を経て、1931年11月、スマイスとメープルリーフスは、新アリーナであるメープルリーフ・ガーデンズに移転する。この新たなホームへの移転初年度は、バシャール・ジャクソン(Busher Jackson)、チャーリー・コナカー(Charlie Conacher)、ジョー・プリモー(Joe Primeau)からなる若手のラインの活躍によりメープルリーフスはトロントに3度目のスタンレー・カップをもたらす。
1932年は準決勝でボストン・ブルーインズとのシリーズは最終戦までもつれ込み、6度目のオーバータイムで勝利を収める。しかし、決勝でニューヨーク・レンジャースに敗退する。なお1933年にはスター選手のエース・ベイリー(Ace Bailey)が、ブルーインズのエディ・ショア (Eddie Shore)による無防備状態での不意打ちを受け選手寿命を縮めた。 
勢いが止まることを知らないメープルリーフスは、以後も7年間で5度の決勝進出を果すが、優勝はできなかった。その後消滅したモントリオール・マルーンズに敗れ、1936年にはデトロイト・レッドウィングス、1938年にはシカゴ・ブラックホークス、1939年にはボストン・ブルーインズ、1940年にはニューヨーク・レンジャースにいずれも敗退した。
1942年の、7戦先勝の決勝ではデトロイト・ウイングスに3連敗とチームに暗雲が垂れ込めた。しかしここから、メープルリーフスは巻き返しを図る。第4フォワードのドン・メッツ（Don Metz）はチームに活力を与え、第4試合で決勝点を、第5試合ではハットトリックを達成しその2試合の勝利に貢献する。第6試合ではゴーリーのターク・ブロダ (Turk Broda)相手チームを完封する働きを見せ、最終第7試合ではスウィーニー・シュライナー (Sweeney Schriner)第3ピリオドに2得点し、3対1で勝利を収めた。この4戦先勝式のポストシーズンでの3連敗からの優勝は、メジャープロスポーツ界初の偉業である。この偉業の陰には、デトロイト・レッドウィングスのヘッドコーチと GM がレフリーへの暴行で退場となるという出来事もあった。コーチ陣に戦略やモラルが欠如していたために、レッドウィングスは自滅し、メープルリーフスの勝利を助けたともいえる。
3年後、1942年来のチームの有力選手たちは、年齢、健康、戦争といった問題で徐々にいなくなり、チームは無名のゴーリー フランク・マックール(Frank McCool)や 若手のベイブ・プラット (Babe Pratt)といった選手に頼らざるを得なくなる。しかし1945年の決勝では彼らはデトロイト・レッドウィングスを倒すという番狂わせを演じた。
その2年後には、新人ハウィー・ミーカー (Howie Meeker)などを擁するモントリオール・カナディアンズ（ザ・ハブス (The Habs)） がメープルリーフスの前に立ちはだかり、両チームは決勝で対戦する。ティーダー・ケネディ(Teeder Kennedy) が第6戦後半に決勝点を上げ、ここからチームのスタンレー・カップ3連覇（NHL初）が始まった。4連覇を目指した1950年は、レッドウイングスとの準決勝第7戦のオーバータイムにレオ・レイスがサドンデスの得点をあげて敗れた。

### 1951年〜1969年
1951年にはチームは、カナディアンズと再び決勝で対戦する。対戦した5試合ともに延長戦に突入した。マックス・ベントレー(Max Bentley)は第5試合で第3ピリオド残り32秒で得点し、延長戦へ突入する。ここでレギュラーシーズンでは6ゴールしか上げていなかったディフェンスのビル・バリルコ(Bill Barilko)が決勝点を上げ、チームは4度目のスタンレー・カップ優勝を達成した。しかし、バリルコの栄光は長く続かなかった。彼はこの歴史的瞬間のわずか3ヵ月後に飛行機事故でこの世を去った（彼の乗った軽飛行機フェアチャイルド 24は、消息不明となり、1962年に発見された）。
チームはこの後1959年まで決勝進出には手が届かなかった。1959年は準決勝でブルーインズを下すも、決勝でカナディアンズに敗退する。翌1960年決勝もモントリオール対トロントのカードとなるが、カナディアンズの勝利に終わり、5年連続のカップ優勝を許した。
1962年にチームはハロルド・バラード(Harold Ballard)に買収される（1990年の死去までオーナー）が、彼はチーム強化のためにトッププレーヤーを獲得するという意志に欠けていると批判された。新首脳部は、かつてチームがカップ3年連続優勝を果したのは、フランク・マホブリッヒ(Frank Mahovlich)（後にカナダ上院議員）、当時2年目のデイブ・キーオン(Dave Keon)、ウイングのボブ・プルフォード(Bob Pulford)、そして未来のドーナツ王ティム・ホートンらのトッププレーヤーであったことには言及しなかった。
1967年のカップ決勝もモントリオール対トロント戦となる。第3試合再延長戦でボブ・プルフォード(Bob Pulford)が決勝点、第6戦ではジム・パピン(Jim Pappin)が試合を決めトロントは優勝。デイブ・キーオンがコーン・スマイス賞（プレーオフの最優秀選手賞）を獲得した。

### 1970年代
この後のチームは、いくつかの好調期はあったものの、もはやかつてのオリジナルシックス時代のようにNHLにおける有力チームとは言えなくなっている。好調期といえば、まずは1970年代終盤がある。このときの主力選手は、ダリル・シトラー(Darryl Sittler)、ラニー・マクドナルド(Lanny McDonald)、エンフォーサー（ホッケーにおけるラフプレーヤー）として知られるデイブ・"タイガー"・ウィリアムズ (Dave "Tiger" Williams)、NHL初のスウェーデン人ビョルエ・サルミング（後述）、ディフェンスマンとして最多となる1試合5ゴールを記録したイアン・ターンブル（Ian Turnbull）らであったが、1978年の準々決勝で将来のカップ覇者となるニューヨーク・アイランダースを破ってプレイオフ第2ラウンドに1度進出しただけである。準決勝ではかつてのライバル、モントリオール・カナディアンズに一蹴された。

### 1980〜1990年代
1981-1982シーズンにおいて、トロントは強引なチームの若返りを断行。開幕直後にターンブルをロサンゼルス・キングスに放出したのを皮切りに、年が明けてすぐにキャプテンのシトラーが自ら希望してフィラデルフィア・フライヤーズに移籍すると、トレード期限直前の3月にLaurie Boschman、Wilf Paiementら主力選手を続々放出、Rene Robertらベテランを解雇し、チームは新キャプテンのリック・ヴァイヴ（Rick Vaive）を中心に若返ったが戦力は大幅にダウンし、以後1982年から1992年までの間、トロントは5度プレーオフ進出を逸している。特に84-85年のシーズンにはチーム史上最悪の勝率.300で21チーム中最下位となった。但し、この頃もフランチャイズ史上初のシーズン50ゴールを決めたリック・ヴァイヴ（81秋-84春まで３シーズン連続で50ゴール以上を記録、81年-86年までキャプテンを務める）や、当時はまだ珍しかったヨーロッパ出身の名ディフェンスのビョルエ・サルミング（Borje Salming、73-89年までトロントでプレー、ホッケーの殿堂入りした初のスウェーデン人選手。スポーツブランド「サルミング」創始者）等、今もファンの記憶に残る名選手はいた。この頃のチームの弱体化は多分に当時のオーナー、ハロルド・バラード（Harold Ballard）による独裁的なチーム経営が原因とされている。ちなみにリック・ヴァイヴの息子のジャスティン・ヴァイヴ（Justin Vaive）は2007年のエントリードラフトでアナハイム・ダックスに指名された。
1990年にバラードが亡くなったあとの1993年には光明が見えた。前年度カルガリー・フレームスから移籍のダグ・ギルモア（Doug Gilmour）が、32ゴール127ポイントを上げた。またバッファロー・セイバーズからデイブ・アンドレチャク(Dave Andreychuk)が加入し、31試合で25ゴールを上げた（この年リーグ最多のパワープレーでの得点選手）。さらに ゴーリーのフェリックス・ポトバン(Felix Potvin) は平均2.5失点と堅実さを見せた。チームとしては当時発足来最多の99ポイントを獲得した。1回戦では、レッドウイングスを第7戦のオーバータイムで下し、その後セントルイス・ブルースを破ってノリス地区 (Norris division) で優勝を遂げた。
このときウェールズ・カンファレンスの決勝では、モントリオール・カナディアンズがニューヨーク・レンジャースと対戦しており、カナディアンズは決勝でトロントを粉砕することを夢見ていた。他方、トロント・メープルリーフスは、キャンベル・カンファレンス決勝でロサンゼルス・キングスと対戦した。メープルリーフスは、3勝2敗とシリーズをリードしていたが、第6戦に敗れファンの期待を裏切った（ファンの一部は暴徒化したといわれる。なお、ダグ・ギルモアに対するハイスティッキングの反則の判定が試合の命運を分けたとも伝えられる。）。第7試合ではウェイン・グレツキーのハットトリックにより、トロントは敗退。キングスが決勝に進んだ。
1993年に行われた「すべての対戦がカナダのチーム間で争われるスタンレー・カップ」との夢は、翌1994年のウェスタン・カンファレンス決勝（キャンベル・カンファレンスから改称）で我慢しなければならなかった。トロントはここでも、バンクーバー・カナックスに1勝4敗で敗れた。
その後2年間はプレーオフから遠ざかるものの、1990年代後半になると新たな好調期を迎えた。1999年には、メープルリーフスは本拠地をメープルリーフ・ガーデンから、エアカナダ・センターに移した。コロラド・アバランチから1994年に移籍した、マッツ・サンディン(Mats Sundin) は、そのシーズンで自己最多の31ゴール83ポイントを獲得する活躍を見せた。セルゲイ・ベレジン(Sergei Berezin) も37ゴール、カーティス・ジョセフ(Curtis Joseph) は平均2.56 GAA 、さらにエンフォーサーのタイ・ドミ(Tie Domi) はペナルティ時間198分を達成した。プレイオフ第1、第2ラウンドでフィラデルフィア・フライヤーズ、ピッツバーグ・ペンギンズを連破したが、イースタン・カンファレンス決勝ではバッファロー・セイバーズの前に第5試合で大敗した。

### 2000年代
2000年、2001年には第2ラウンドに進出するが、2年連続でニュージャージー・デビルスに敗れる。2002年には、アイランダーズとオタワ・セネターズを第1、第2ラウンドでそれぞれ破るが、シンデレラチームともてはやされたカロライナ・ハリケーンズにカンファレンス決勝で敗退する。2002年のシーズンオフには、"Cujo"ことカーティス・ジョセフがレッドウィングスに移籍する。代替選手として、ダラス・スターズからエド・ベルフォア(Ed Belfour)を獲得する。ベルフォアは2003年のプレーオフ進出を目指し苦悩するも、第1ラウンド第7試合でフィラデルフィア・フライヤーズに敗退した。2004年にはイースタン・カンファレンス4位ながらフランチャイズ記録となるチームポイントを獲得し、過去5年で4回目となる対セネターズ勝利を果したが、フライヤーズとのプレーオフでは第6試合で敗れ、早々と姿を消した。
しかし、2006-2007年度開幕前にベルフォアはフロリダ・パンサーズへ移籍してしまう。その代わりにボストン・ブルーインズからアンドリュー・レイクロフト(Andrew Raycroft, 元最優秀ルーキー)を獲得した。しかし、レイクロフトをもってしてもプレーオフに出ることはできなかった(カンファレンス9位)。そしてそのオフ、貴重なドラフト1巡目指名権まで放出してサンノゼ・シャークスからヴェサ・トスカラ(Vesa Toskala)を獲得した。
2016年、アマチュアドラフトの全体1位でオーストン・マシューズ（Auston Matthews）を指名。マシューズは1年目の2016-2017シーズンでチーム51年ぶりとなるカルダー記念賞（新人王）を獲得すると、2021-2022シーズンには実にチーム67年ぶりとなるハート記念賞（シーズン最優秀選手）に輝いた。

## 人気
トロント・メープルリーフスはNHLのチームの中でも最もファン層が厚い一方、雑誌『スポーツ・イラストレイテッド』にスポーツ界で最も嫌われているチームであると書かれたこともあった。
カナダにあるNHLチームの所在都市にもメープルリーフスの応援団が存在するため、メープルリーフスのアウェイでの試合は白熱することが多い。

## スタンレーカップ戦績

### 優勝
1917-1918、1921-1922、1931-1932、1941-1942、1944-1945、1946-1947、1947-1948、1948-1949、1950-1951、1961-1962、1962-1963、1963-1964、1966-1967

### 準優勝
1932-1933、1934-1935、1935-1936、1937-1938、1938-1939、1939-1940、1958-1959、1959-1960

## 永久欠番
メープルリーフスはそれまでベイリーの「6」、バリルコの「5」の2つのみを永久欠番とし、それ以外に「名誉番号」が存在したが、チームが創立100周年を迎えた2016年10月15日に、新たに永久欠番となったキーオンの「14」と共に、名誉番号を一斉に永久欠番に格上げした。
| #  | 国籍             | ポジション | 選手名                                        | 在籍時期  | 認定日         |
| -- | ---------------- | ---------- | --------------------------------------------- | --------- | -------------- |
| 1  | カナダの旗       | G          | ターク・ブローダ (Turk Broda)                 | 1935-1951 | 2016年10月15日 |
| 1  | カナダの旗       | G          | ジョニー・バウワー                            | 1958-1969 | 2016年10月15日 |
| 4  | カナダの旗       | D          | ハップ・デイ (Clarence "Hap" Day)             | 1924-1937 | 2016年10月15日 |
| 4  | カナダの旗       | C          | レッド・ケリー                                | 1960-1967 | 2016年10月15日 |
| 5  | カナダの旗       | D          | ビル・バリルコ (Bill Barilko)                 | 1946-1951 | 1992年10月17日 |
| 6  | カナダの旗       | RW         | エース・ベイリー (Irvine "Ace" Bailey)        | 1926-1933 | 1934年2月14日  |
| 7  | カナダの旗       | D          | キング・クランシー (King Clancy)              | 1930-1937 | 2016年10月15日 |
| 7  | カナダの旗       | D          | ティム・ホートン                              | 1949-1970 | 2016年10月15日 |
| 9  | カナダの旗       | RW         | チャーリー・コナカー (Charlie Conacher)       | 1930-1937 | 2016年10月15日 |
| 9  | カナダの旗       | C          | テッド・ケネディ (Ted Kennedy)                | 1942-1957 | 2016年10月15日 |
| 10 | カナダの旗       | C          | シル・アップス (Syl Apps)                     | 1936-1948 | 2016年10月15日 |
| 10 | カナダの旗       | RW         | ジョージ・アームストロング (George Armstrong) | 1949-1971 | 2016年10月15日 |
| 13 | スウェーデンの旗 | C          | マッツ・サンディン (Mats Sundin)              | 1994-2008 | 2016年10月15日 |
| 14 | カナダの旗       | C          | デイヴ・キーオン (Dave Keon)                  | 1960-1975 | 2016年10月15日 |
| 17 | カナダの旗       | LW         | ウェンデル・クラーク (Wendel Clark)           | 1985-2000 | 2016年10月15日 |
| 21 | スウェーデンの旗 | D          | ビョルエ・サルミング (Borje Salming)          | 1973-1989 | 2016年10月15日 |
| 27 | カナダの旗       | LW         | フランク・マホヴリッチ (Frank Mahovlich)      | 1956-1968 | 2016年10月15日 |
| 27 | カナダの旗       | C          | ダリル・シトラー                              | 1970-1982 | 2016年10月15日 |
| 93 | カナダの旗       | C          | ダグ・ギルモア (Doug Gilmour)                 | 1992-1997 | 2016年10月15日 |